# Jorge García Marín
Pour les articles homonymes, voir Jorge Garcia et García.
García  Marín est un nom espagnol. Le premier nom de famille, en général paternel, est García ; le second, en général maternel, souvent omis, est Marín.
Jorge García Marín (né le 23 avril 1980 à Saragosse) est un coureur cycliste espagnol.

## Biographie

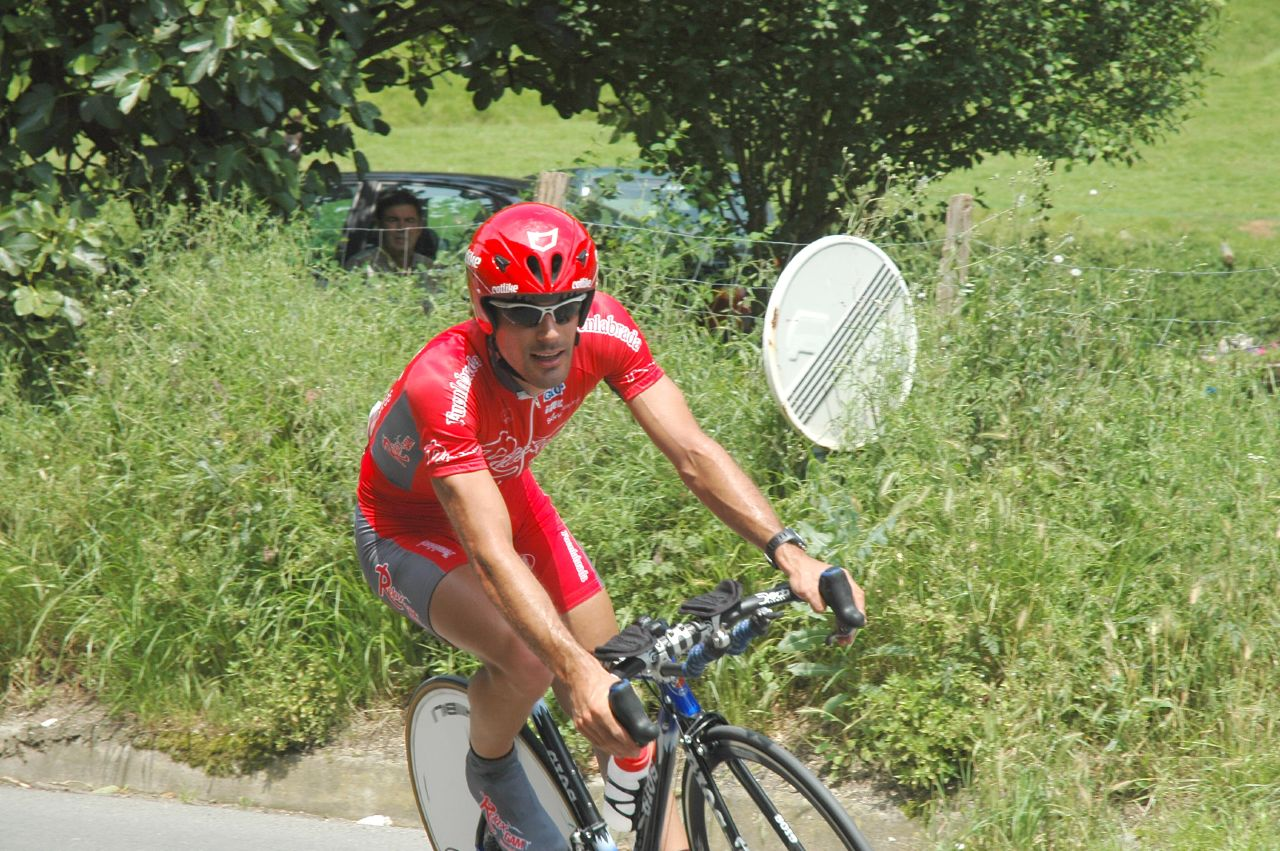
Jorge García Marín lors de la Bicyclette basque 2007.

## Palmarès

### Palmarès amateur
- 2001
  - 2e de la Prueba Alsasua
- 2002
  - 2e étape du Tour de la Communauté aragonaise
  - 2e du Circuito Sollube
- 2003
  - 1re étape du Tour de Tolède
  - Klasika Lemoiz
  - 5e étape du Tour de Palencia
  - 1re étape du Tour de la Communauté aragonaise
  - 2e du Tour de Tolède

### Palmarès professionnel
- 2004
  - 4e étape du Tour de la Communauté valencienne

### Résultats sur les grands tours

#### Tour d'Espagne
3 participations 
- 2005 : 65e
- 2006 : 87e
- 2007 : 108e